# Họ Chim thiên đường
Chim thiên đường, một số tài liệu bằng tiếng Việt còn gọi là chim thiên hà, chim seo cờ, là các loài chim thuộc họ Paradisaeidae, sống ở một số khu vực thuộc Australasia, bao gồm miền đông Indonesia, New Guinea và đông bắc Australia. Các thành viên của họ Thiên đường được biết đến nhiều nhất có lẽ là từ những bộ lông sặc sỡ, đẹp của các con trống thuộc phần lớn các loài, được chúng sử dụng để hấp dẫn con mái (con mái có bộ lông bình thường) bằng những điệu nhảy và xòe cánh, múa đuôi. Con trống có đuôi dài và đẹp. Một số còn có chỏm lông trên đầu hay lông cánh dài sặc sỡ. Các loài chim thiên đường là một trong những loại chim biết hót cổ xưa nhất.
Họ Chim thiên đường dao động về kích thước từ nhỏ như ở chim thiên đường vua chỉ nặng 50 gam (1,8 oz) và dài 15 cm (6 inch) tới mỏ liềm đen dài 110 cm (43 inch) và manucode mào quăn nặng 430 gam (15,2 oz).
Được biết đến nhiều nhất là các thành viên của chi Paradisaea, bao gồm cả loài điển hình, chim thiên đường lớn (Paradisaea apoda). Loài này được miêu tả từ các mẫu vật được các thương nhân mang về châu Âu. Các mẫu vật này được các thương nhân bản địa tạo ra bằng cách tháo bỏ cánh và chân sao cho chúng có thể dùng như là vật trang trí. Các nhà thám hiểm thương mại đã không biết được điều này và dẫn tới niềm tin rằng chúng không bao giờ đậu xuống đất mà luôn được giữ lơ lửng trong không trung nhờ bộ lông. Đây là nguồn gốc cả cả tên gọi "chim thiên đường" lẫn tên khoa học apoda - không chân.
Các loài trong họ Thiên đường nói chung trông giống như quạ về hình thái cơ thể chung, và trên thực tế là nhóm có quan hệ chị-em với họ Quạ. Chúng có mỏ chắc mập hoặc dài và chân khỏe, với khoảng hai phần ba số loài là dị hình giới tính mạnh.
Chúng sống trong các khu rừng nhiệt đới, bao gồm rừng mưa nhiệt đới, rừng đầm lầy và rừng rêu. Ở phần lớn các loài, thức ăn chủ yếu là trái cây, mặc dù các loài súng trường và mỏ liềm cũng thích ăn cả sâu bọ và các động vật chân khớp khác.
Phần lớn các loài có nghi thức kết đôi phức tạp, với các loài Paradisaea sử dụng cách thức kết đôi kiểu cầu ngẫu trường. Các loài khác, chẳng hạn như các chi Cicinnurus và Parotia, có các kiểu nhảy kết đôi mang tính chất nghi thức cao. Các con trống là đa thê ở các loài dị hình giới tính, nhưng là đơn thê ở ít nhất là một số loài đồng hình giới tính. Sự lai tạp là phổ biến ở các loài chim này. Nhiều dạng lai ghép đã được miêu tả như là các loài mới, và nghi ngờ liên quan tới một vài dạng, như chim thiên đường mỏ thùy Rothschild, là có cơ sở.
Các loài trong họ này xây tổ từ các vật liệu mềm, như lá, dương xỉ, tua dây leo, thường là trên các chạc cây. Số lượng trứng đẻ mỗi lần là chưa chắc chắn. Ở các loài to lớn hơn, gần như chỉ là một quả. Các loài nhỏ hơn có thể đẻ 2-3 trứng. Trứng được ấp nở trong 16-22 ngày, và chim non rời tổ trong khoảng từ 16 tới 30 ngày tuổi.

## Các loài
Chi Lycocorax
- Lycocorax pyrrhopterus: Chim thiên đường quạ đen

Chi Manucodia
- Manucodia atra: Manucode lông mượt
- Manucodia jobiensis: Manucode đảo Jobi
- Manucodia chalybata: Manucode vòng lông cổ nhăn
- Manucodia comrii: Manucode mào quăn
- Manucodia keraudrenii: Manucode trumpet

Chi Paradigalla
- Paradigalla carunculata: Paradigalla đuôi dài
- Paradigalla brevicauda: Paradigalla đuôi ngắn

Chi Astrapia
- Astrapia nigra: Astrapia núi Arfak
- Astrapia splendidissima: Astrapia tráng lệ
- Astrapia mayeri: Astrapia đuôi mảnh
- Astrapia stephaniae: Astrapia Stephanie
- Astrapia rothschildi: Astrapia bán đảo Huon

Chi Parotia
- Parotia sefilata: Parotia phương tây
- Parotia carolae: Parotia Carola
- Parotia berlepschi: Parotia Berlepsch
- Parotia lawesii: Parotia Lawes
- Parotia helenae: Parotia phương đông
- Parotia wahnesi: Parotia Wahnes

Chi Pteridophora
- Pteridophora alberti: Chim thiên đường Quốc vương Sachsen

Chi Lophorina
- Lophorina superba: Chim thiên đường hùng vĩ

Chi Ptiloris
- Ptiloris magnificus: Súng trường tráng lệ
- Ptiloris intercedens: Súng trường phương đông
- Ptiloris paradiseus: Súng trường thiên đường
- Ptiloris victoriae: Súng trường Victoria

Chi Epimachus
- Epimachus fastuosus: Mỏ liềm đen
- Epimachus meyeri: Mỏ liềm nâu
- Epimachus albertisi: Mỏ liềm mỏ đen
- Epimachus bruijnii: Mỏ liềm mỏ nhạt

Chi Cicinnurus
- Cicinnurus magnificus: Chim thiên đường tráng lệ
- Cicinnurus respublica: Chim thiên đường Wilson
- Cicinnurus regius: Chim thiên đường vua

Chi Semioptera: Chim Bidadari
- Semioptera wallacii: Cánh chuẩn Wallace

Chi Seleucidis
- Seleucidis melanoleuca: Chim thiên đường mười hai dây

Chi Paradisaea: Chi Thiên đường
- Paradisaea minor: Chim thiên đường nhỏ
- Paradisaea apoda: Chim thiên đường lớn
- Paradisaea raggiana: Chim thiên đường Raggiana
- Paradisaea decora: Chim thiên đường Goldie
- Paradisaea rubra: Chim thiên đường đỏ
- Paradisaea guilielmi: Chim thiên đường hoàng đế
- Paradisaea rudolphi: Chim thiên đường lam

Tranh cãi
- Melampitta gigantea: Melampitta lớn - đặt vào đây không chắc chắn, nhưng từ năm 2014 xếp riêng trong họ Melampittidae.

Đã từng xếp nhầm
- Cnemophilus loriae: Chim thiên đường Loria - chắc chắn là gần với họ Melanocharitidae[4]. Hiện tại xếp trong họ Cnemophilidae (cơ sở của Passerida, gần với Melanocharitidae.).
- Cnemophilus macgregorii: Chim thiên đường mào - chắc chắn là gần với họ Melanocharitidae [4]. Hiện tại xếp trong họ Cnemophilidae.
- Loboparadisea sericea: Chim thiên đường ngực vàng - chắc chắn là gần với họ Melanocharitidae [4]. Hiện tại xếp trong họ Cnemophilidae.
- Macgregoria pulchra: Chim thiên đường Macgregor - chắc chắn là gần với họ Meliphagidae [4]. Hiện tại xếp trong họ Meliphagidae.
- Melampitta lugubris: Melampitta nhỏ - đôi lúc nằm trong họ chim thiên đường, nhưng từ năm 2014 xếp riêng trong họ Melampittidae.